# Клеменс Тріммель
Клеменс Тріммель (нім. Clemens Trimmel; нар. 8 червня 1978) — колишній австрійський тенісист.
Найвищу одиночну позицію світового рейтингу — 147 місце досяг 23 квітня 2001, парну — 419 місце — 16 липня 2001 року.
Здобув 1 одиночний титул.

## Фінали ATP Челленджер і ITF Ф'ючерс

### Одиночний розряд: 11 (6–5)
| Легенда              |
| -------------------- |
| ATP Челленджер (1–4) |
| ITF Ф'ючерс (5–1)    |

| Фінали за покриттям |
| ------------------- |
| Тверде (0–1)        |
| Ґрунт (6–3)         |
| Трава (0–0)         |
| Килим (0–1)         |

| Результат | В-П | Дата     | Турнір                       | Рівень     | Покриття | Суперник             | Рахунок       |
| --------- | --- | -------- | ---------------------------- | ---------- | -------- | -------------------- | ------------- |
| Поразка   | 0–1 | Вер 1997 | Скоп'є, Республіка Македонія | Челленджер | Ґрунт    | Душан Вемич          | 3–6, 7–6, 3–6 |
| Поразка   | 0–2 | Сер 1998 | Ансфельден, Австрія          | Челленджер | Ґрунт    | Маркус Хіпфль        | 2–6, 0–6      |
| Поразка   | 0–3 | Сер 1999 | Марокко F2, Касабланка       | Ф'ючерс    | Ґрунт    | Педро Ріко Гарсія    | 4–6, 6–4, 6–7 |
| Перемога  | 1–3 | Лис 1999 | Кіпр F1, Нікосія             | Ф'ючерс    | Ґрунт    | Оскар Буррієса Лопес | 6–3, 6–4      |
| Перемога  | 2–3 | Тра 2000 | Австрія F1, Зальцбург        | Ф'ючерс    | Ґрунт    | Шарль-Едуар Марія    | 6–2, 6–4      |
| Перемога  | 3–3 | Тра 2000 | Австрія F2, Тельфс           | Ф'ючерс    | Ґрунт    | Томас Шислінґ        | 6–4, 6–4      |
| Перемога  | 4–3 | Тра 2000 | Німеччина F4, Мангайм        | Ф'ючерс    | Ґрунт    | Микола Давиденко     | 2–6, 6–1, 6–4 |
| Перемога  | 5–3 | Чер 2000 | Франція F11, Нуазі-ле-Гран   | Ф'ючерс    | Ґрунт    | Альберт Монтаньєс    | 6–1, 7–6(7–5) |
| Перемога  | 6–3 | Лип 2000 | Оберштауфен, Німеччина       | Челленджер | Ґрунт    | Радомир Вашек        | 6–4, 6–1      |
| Поразка   | 6–4 | Бер 2001 | Шербур, Франція              | Челленджер | Тверде   | Орлін Станойчев      | 4–6, 6–3, 5–7 |
| Поразка   | 6–5 | Бер 2001 | Магдебург, Німеччина         | Челленджер | Килим    | Аксель Прецш         | 4–6, 4–6      |

### Парний розряд: 3 (1–2)
| Легенда              |
| -------------------- |
| ATP Челленджер (0–1) |
| ITF Ф'ючерс (1–1)    |

| Фінали за покриттям |
| ------------------- |
| Тверде (1–0)        |
| Ґрунт (0–2)         |
| Трава (0–0)         |
| Килим (0–0)         |

| Результат | В-П | Дата     | Турнір                         | Рівень     | Покриття | Партнер            | Суперники                              | Рахунок       |
| --------- | --- | -------- | ------------------------------ | ---------- | -------- | ------------------ | -------------------------------------- | ------------- |
| Поразка   | 0–1 | Лют 2000 | Франція F4, Довіль (Кальвадос) | Ф'ючерс    | Ґрунт    | Жером Енель        | Хуан Хісберт-Шульце Маркос Рой-Хірарді | 6–4, 4–6, 4–6 |
| Перемога  | 1–1 | Лют 2000 | Хорватія F2, Загреб            | Ф'ючерс    | Тверде   | Іво Карлович       | Тапіо Нурмінен Янне Ояла               | 6–4, 6–4      |
| Поразка   | 1–2 | Лип 2001 | Оберштауфен, Німеччина         | Челленджер | Ґрунт    | Томас Штренґберґер | Кароль Бек Браніслав Секач             | 6–2, 1–6, 0–6 |